# ビュート侯爵
カウンティ・オブ・ビュート侯爵（英: Marquess of the County of Bute）は、イギリスの侯爵位。グレートブリテン貴族。通常はビュート侯爵と言及される。スコットランド王ロバート2世の私生児を祖とするステュアート王室の分流が保有する爵位である。この家系は1627年にノバスコシア準男爵位のビュートのステュアート準男爵、1703年にスコットランド貴族爵位ビュート伯爵に叙位され、1796年に第4代ビュート伯爵ジョン・ステュアートがビュート侯爵に叙された。以降は現在に至るまで、彼の男系男子によって継承され続けている。侯爵家の分家にウォーンクリフ伯爵家がある。

## 歴史

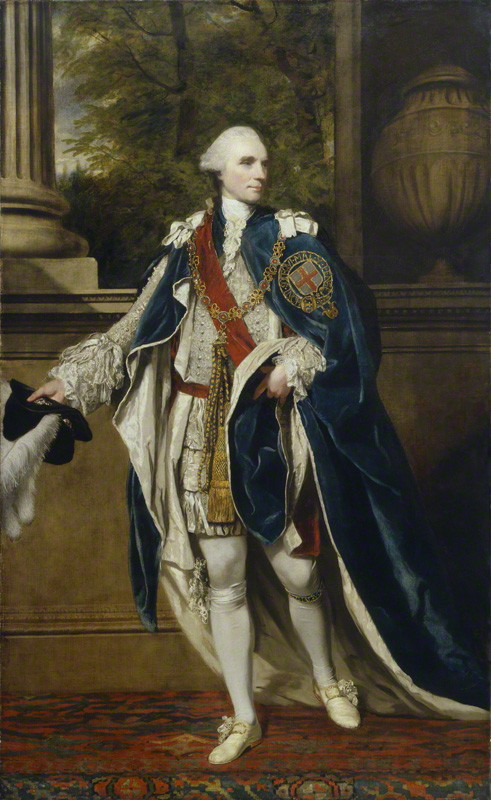
3代ビュート伯ジョン・ステュアート

侯爵家の邸宅であるマウントステュアート・ハウス

ステュアート朝の最初のスコットランド王ロバート2世の私生児でビュートのシェリフを務めたジョン・ステュアート(John Stewart)を祖とする。彼は父ロバート2世からビュート島やアラン島、グレート・カンブレーの土地を与えられた。顔色が黒かったので「ブラック・ステュアート」の異名をとった。ビュートの土地については1400年のロバート3世の勅許状によっても保証され、ビュートのシェリフを世襲することも確認された。スコットランド女王メアリーの時代に『Stuart』のスペルを採用するようになった。
子孫でビュートのシェリフであるジョン・ステュアート(?-1662)は、1627年にノバスコシア準男爵として（ビュートの）準男爵(Baronet, of Bute)を与えられた。彼はその後スコットランド議会の議員も務めた。
その孫である3代準男爵ジェイムズ(?-1710)もターベットやアーガイルシャーのシェリフ、スコットランド議会の議員、イングランドとの合同交渉のコミッショナーなどを歴任し、1703年4月14日にビュート伯爵(Earl of Bute)を含む3つのスコットランド貴族爵位を与えられた。
さらに、3代伯ジョン(1713-1792)は、国王ジョージ3世の信任を背景に1762年から1763年にかけて首相を務め、政党政治から超越した「愛国王」政治を展開しようとしたが、世論の強い非難を浴びて短命内閣に終わった。
なお、3代伯ジョンの妻メアリーは彼女自身の権利として、グレートブリテン貴族としてヨーク州ウォートリーのマウント・ステュアート女男爵(Baroness Mount Stuart, of Wortley in the County of York)に叙されている。この爵位は彼女と3代伯の男系子孫に継承を認めたものである。
その息子である4代伯ジョン(1744–1814)はトーリー党庶民院議員やスペイン大使などを歴任した。彼はまず1776年5月20日にカーディフ城のカーディフ男爵(Baron Cardiff, of Cardiff Castle)に叙された。ついで1796年2月27日にカウンティ・オブ・ビュート侯爵(Marquess of the County of Bute)に陛爵して、侯爵家の始祖となった。この際に併せてウィンザー伯爵(Earl of Windsor)及びワイト島のマウントジョイ子爵(Viscount Mountjoy, of the Isle of Wight)の2つのグレートブリテン貴族爵位を与えられている。そのため、彼以降の当主は自動的に貴族院に議席を得ることができた。
初代ビュート侯の長男ジョン(1767-1794)はダンフリーズ伯爵クライトン家の女性相続人エリザベス(1772-1797)と結婚した。ゆえに、夫妻の長男である2代侯ジョン(1793–1848)は、母方クライトン家からダンフリーズ伯爵(Earl of Dumfries)を始めとする5つのスコットランド貴族爵位を継承している。また、彼の代に勅許を得て家名を「クライトン＝ステュアート」に改めた。
その昆孫にあたる7代侯ジョン・クライトン＝ステュアート(1958-2021)はレースドライバーとして活躍した。
2021年現在、その子である8代侯ジョン(1989-)が当代のビュート侯爵である。

## 従属爵位・準男爵位
現当主である第8代ビュート侯爵ジョン・ブライソン・クライトン＝ステュアートは、以下の従属爵位・準男爵位を保有する。
- 第8代ビュート侯爵(8th Marquess of Bute)
(1796年2月21日の勅許状によるグレートブリテン貴族爵位)
- 第13代ダンフリーズ伯爵（英語版）(13th Earl of Dumfries)
(1633年6月12日の勅許状によるスコットランド貴族爵位)
- 第11代ビュート伯爵(11th Earl of Bute)
(1703年4月14日の勅許状によるスコットランド貴族爵位)
- 第8代ウィンザー伯爵(8th Earl of Windsor)
(1796年2月21日の勅許状によるグレートブリテン貴族爵位)
- 第13代エアー子爵(13th Viscount of Ayr)
(1622年2月2日の勅許状によるスコットランド貴族爵位)
- 第11代キンガース子爵(11th Viscount Kingarth)
(1703年4月14日の勅許状によるスコットランド貴族爵位)
- 第8代ワイト島のマウントジョイ子爵(8th Viscount Mountjoy, of the Isle of Wight)
(1796年2月21日の勅許状によるグレートブリテン貴族爵位)
- 第21代サンカーのクライトン卿(21st Lord Crichton of Sanquhar)
(1488年1月29日の勅許状によるスコットランド貴族爵位)
- 第13代サンカー卿(13th Lord Sanquhar)
(1622年2月2日の勅許状によるスコットランド貴族爵位)
- 第13代サンカー及びカムナックのクライトン卿(13th Lord Crichton of Sanquhar and Cumnock)
(1633年6月12日の勅許状によるスコットランド貴族爵位)
- 第11代カムラーおよびインチマーノックのマウントステュアート卿(11th Lord Mount Stuart, Cumra and Inchmarnock)
(1703年4月14日の勅許状によるスコットランド貴族爵位)
- 第9代ヨーク州ウォートリーのマウント・ステュアート男爵(9th Baron Mount Stuart , of Wortley in the County of York)
(1761年4月3日の勅許状による創設グレートブリテン貴族爵位)
- 第8代カーディフ城のカーディフ男爵(8th Baron Cardiff, of Cardiff Castle)
(1776年5月20日の勅許状によるグレートブリテン貴族爵位)
- 第13代(ビュートの)準男爵(13th Baronet, of Bute)
(1627年3月28日の勅許状によるノバスコシア準男爵位)

## 一覧

### ビュートのステュアート準男爵 (1627年)
- 初代準男爵サー・ジョン・ステュアート (?-1662)
- 第代準男爵サー・デュガルド・ステュアート (?-1670)
- 第代準男爵サー・ジェームズ・ステュアート（英語版） (?-1710)
  - 1703年、ビュート伯爵に叙爵

### ビュート伯爵 (1703年)
- 初代ビュート伯爵ジェームズ・ステュアート（英語版） (?-1710)
- 第2代ビュート伯爵ジェームズ・ステュアート (?-1723)
- 第3代ビュート伯爵ジョン・ステュアート (1713–1792)
- 第4代ビュート伯爵ジョン・ステュアート (1744–1814) 
  - 1796年、ビュート侯爵に叙爵

### ビュート侯爵 (1796年)
- 初代ビュート侯爵ジョン・ステュアート (1744–1814)
- 第2代ビュート侯爵ジョン・クライトン・ステュアート（英語版） (1793–1848) 
  - 1803年、ダンフリーズ伯爵位を継承。
- 第3代ビュート侯爵ジョン・パトリック・クライトン＝ステュアート（英語版） (1847–1900)
- 第4代ビュート侯爵ジョン・クライトン＝ステュアート（英語版） (1881–1947)
- 第5代ビュート侯爵ジョン・クライトン＝ステュアート（英語版） (1907–1956)
- 第6代ビュート侯爵ジョン・クライトン＝ステュアート（英語版） (1933–1993)
- 第7代ビュート侯爵ジョン・コラム・クライトン＝ステュアート (1958-2021）
- 第8代ビュート侯爵ジョン・ブライソン・クライトン＝ステュアート(1989-)

現当主に子はいない。そのため、男子に相続を求めるビュート侯爵位の推定相続人は6代侯の次男アンソニー・クライトン＝ステュアート閣下(1961-)。
他方、女系継承可能なダンフリーズ伯爵位の推定相続人は先代の娘カロライン・クライトン＝ステュアート女史(1984-)。

### 註釈
1. ↑  2代侯が母方から継承した爵位は、ダンフリース伯爵、エアー子爵、サンカーのクライトン卿、サンカー卿及びカムノックのクライトン卿の5つで、すべてスコットランド貴族爵位。